# Uğur Güneş
Uğur Güneş (* 10. November 1987 in Ankara) ist ein türkischer Schauspieler.

## Leben und Karriere
Güneş wurde am 10. November 1987 in Ankara geboren. Er studierte an der Ankara Üniversitesi. Sein Debüt gab er 2011 in der Fernsehserie Yeniden Başla. Danach trat er in der Serie Benim İçin Üzülme auf.  2013 war er in dem Film Tamam mıyız? zu sehen. 
Bekanntheit erlangte er 2016 in der Serie Diriliş Ertuğrul und bekam im selben Jahr die Auszeichnung Ankara Ministry of Youth Awards Als Bester Schauspieler des Jahres. 2019 wurde Güneş für den Film Cep Herkülü: Naim Süleymanoğlu gecastet. Von 2021 bis 2022 spielte er in der Serie Kanunsuz Topraklar die Hauptrolle.

## Filmografie
Filme
- 2013: Şeytan-ı Racim
- 2013: Tamam miyiz?
- 2019: Cep Herkülü: Naim Süleymanoğlu
- 2023: Serçenin Gözyaşı

Serien
- 2011: Yeniden Başla
- 2012–2013: Benim İçin Üzülme
- 2014: Urfalıyam Ezelden
- 2015: Diriliş Ertuğrul
- 2016: Seddülbahir 32 Saat
- 2017: İsimsizler
- 2018–2021: Bir Zamanlar Çukurova
- 2021–2022: Kanunsuz Topraklar
- seit 2023: Al Sancak

## Auszeichnungen

### Gewonnen
- 2016: Ankara Ministry of Youth Awards in der Kategorie „Bester Schauspieler des Jahres“[2]
- 2017: Young Turkey Summit Academy Awards[3]
- 2019: Golden Lens Award Ceremony in der Kategorie „Beste Serientrio“[4]